# Arisaema penicillatum
Arisaema penicillatum — многолетнее клубневое травянистое растение, вид рода Аризема (Arisaema) семейства Ароидные (Araceae).

## Ботаническое описание
Растения однодомные или мужские.
Клубень шаровидный, 1—2(3) см в диаметре.

### Листья
Катафиллы ланцетовидные, около 8 см длиной.
Листьев два. Черешки 25—30 см длиной, до половины вложенные во влагалища, формирующие ложный стебель. Листовая пластинка состоит из трёх листочков; центральный листочек на черешочке, овальный, около 14 см длиной и 6 см шириной; боковые полусидячие, короче центрального, продолговато-ланцетовидные, около 10 см длиной и 4 см шириной, в основании наклонные, с заострённой вершиной, общая Жилка в 0,3—2 мм от края.

### Соцветия и цветки
Цветоножка по длине равная или длиннее черешков. Трубка бледно-зелёная, цилиндрическая, 4—6 см длиной и 1,2—2 см в диаметре, в устье развёрнутая, но не загнутая. Пластинка в нижней части белая, вверху зелёная, продолговатая, 2—5 см длиной, вершина заострённая с остриём.
Початок однополый. Женский початок: женская зона зелёная, пирамидальная, около 1,5 см длиной; завязь яйцевидная, на вершине сжатая в короткий столбик; семяпочек 5; рыльце головчатое; придаток зелёный, узкоцилиндрический, 4—5 см длиной, 2—3 мм в диаметре, в основании на длине около 2 см и на вершине на длине 8—10 мм покрытый широконитевидными стерильными цветками 1,5—2 мм длиной. Мужской початок: мужская зона узкоконическая, 3—4 см длиной, с редкими мужскими цветками; синандрий из трёх тычинок; пыльники яйцевидные, вскрывающиеся продольными верхушечными разрезами; придаток нитевидный, 3—4 см длиной, на вершине на длине 1—1,5 см покрытый нитевидными стерильными цветками 1—2 мм длиной.
Цветёт в апреле — июне.

## Распространение
Встречается в Китае (Гуандун, Гонконг) и на Южном Тайване.
Растёт в густых лесах, на высоте до 1000 м над уровнем моря.